# ماري آن شافير
ماري آن شافير (بالإنجليزية: Mary Ann Shaffer) (13 ديسمبر 1934، مرتينسبورغ في الولايات المتحدة - 16 فبراير 2008، سان أنسيلمو في الولايات المتحدة)؛ أديبة، كاتِبة، أمينة مكتبة وروائية أمريكية.

## روابط خارجية
- ماري آن شافير على موقع IMDb (الإنجليزية)
- ماري آن شافير على موقع ديسكوغز (الإنجليزية)